# Housing Act de 1988
Le Housing Act de 1988 est une loi britannique, promulguée sous le Gouvernement Thatcher III, qui réforme profondément le marché de l'immobilier dans les secteurs privés et publics et les rapports entre propriétaire et locataire. Elle a ainsi été qualifiée, l'année suivante, de « pièce de droit d'une signification sociale immense (…) la plus importante mesure à avoir affecté le marché privé de la location depuis le Rent Act 1957. »

## Histoire
Cette loi fait suite au Housing Act de 1980 et au Housing Act de 1985 (en).

## Contenu

### Secteur privé
Un des motifs principaux du Titre I de la loi visait à revigorer le marché privé de la location en « abandonnant le concept de fair rent » (« location juste »), introduit par le Rent Act 1965 qui lui-même visait à mettre fin au rachmanisme, du nom du marchand de sommeil Peter Rachman (en), qui avait émergé à la suite des dérégulations du Rent Act 1957 . Deux mesures principales fournissent donc le cadre de cette section : d'une part la dérégulation des loyers, d'autre part la possibilité largement accrue de résilier le bail.
Le Housing Act de 1988 introduit un nouveau bail, le Assured shorthold tenancy (en) (AST), généralement fixé pour une durée de six mois. Il permet aux bailleurs de réviser les loyers une fois par an sans restriction ou à la fin de chaque AST. Si l'AST n'est pas renouvelé, la location se transforme en un bail à statut renouvelable : la location continue alors jusqu'à notification de la résiliation du bail, avec un préavis d’un mois pour le locataire, ou de deux mois pour le bailleur.
Par ailleurs, la loi introduit un dispositif qui permet de contester le loyer si celui-ci est supérieur aux taux moyens du marché, via le Rent assessment panel (en). Néanmoins, ce dispositif est peu appliqué en raison de la possibilité, pour le propriétaire, de procéder à une expulsion sans autre motif que la volonté du propriétaire de procéder à celle-ci, en vertu de la section 21 .
La section 21 permet, en cas de résiliation du bail, l'expulsion des locataires après un préavis d'au moins deux mois.

### Secteur public
Le Housing Act de 1988 introduit le financement privé du logement social, en permettant aux associations de logements d'emprunter et de gager les nouveaux investissements sur leur capital. La loi s'inspire des théories libérales : son objectif est à la fois de diminuer la part de financement public et d'améliorer l'accès à la propriété ou au logement pour les plus défavorisés.
Le Housing Act de 1988 amplifie de mouvement du Right to Buy créé par le Housing Act de 1980 : les locateurs de council house (en) (logement social municipal) peuvent acheter leur logement.